# زاوية القاضي (الزويات)
زاوية القاضي هو دُوَّار يقع بجماعة السفلات، إقليم الرشيدية، جهة درعة تافيلالت في المملكة المغربية. ينتمي الدوّار لمشيخة الزويات التي تضم 13 دوار. يقدر عدد سكانه بـ 60 نسمة حسب الإحصاء الرسمي للسكان والسكنى لسنة 2004.

## السكان
سكن هذه القرية عدة قبائل منها:
- أولاد القاضي ويعرفون كذلك بأولاد ابن اليسع ومنهم الفقيه المشهور أحمد بن عبد الله السجلماسي العباسي.
- أولاد رحو وهم من الأشراف الأدارسة